# Michael Balling
Michael Balling (Heidigsfeld, 29 d'agost de 1866 - Darmstadt, setembre de 1926) fou un director d'orquestra alemany.
Fou un notable director d'orquestra, la seva carrera es troba lligada estretament a les obres teatrals de Wagner, amb una de les filles del qual es casà, i la seva presentació fou a Bayreuth. Educat en l'Escola de Música de Würzburg, inicià la seva vida artística com a primer viola del Teatre Modelo de Bayreuth, ascendint a director adjunt d'aquella orquestra el 1896 i ocupant el càrrec en propietat des de 1906 fins al 1914.
El 1912 succeí a Hans Richter en la direcció dels Concerts Hallé, i des de 1919 fins a l'any de la seva mort fou director de Música de Darmstadt, ocupant-se, a més, en preparar la direcció de les Obres completes de Richard Wagner, publicades per Breitkopf und Hartel, de Leipzig. Com a director especialitzat en la música wagneriana, actuà amb molt d'èxit des de 1914 en els principals escenaris d'Europa i Amèrica.
A Barcelona dirigí algun dels concerts de l'estrena de Els mestres cantaires de Nuremberg, com també en els concerts celebrats en aquesta ciutat amb motiu del centenari del naixement de Wagner.